# بمبديون بهلواني
بمبديون بهلواني (الاسم العلمي: Bembidion fossor) هو نوع من الحشرات يتبع جنس البمبديون من فصيلة الخنافس الأرضية.